# Dolmen de la Madeleine (Lessac)
Der Dolmen de la Madeleine (auch Dolmen de Sainte-Madeleine genannt) ist ein christianisiertes  Megalithmonument auf der Insel Saint-Germain im Fluss Vienne in Lessac im Département Charente in Frankreich, das in eine Kapelle umgewandelt wurde. Dolmen ist in Frankreich der Oberbegriff für neolithische Megalithanlagen aller Art (siehe: französische Nomenklatur).
Der Dolmen, von dem im Wesentlichen die große Deckenplatte von 4,5 auf 3,6 Metern erhalten ist, ruht auf vier Säulen aus dem 11. Jahrhundert mit einem Abstand von 2,4 Metern vorne und 2,15 Metern hinten. Sie bestehen aus einem zylindrischen Schaft, der auf einem rechteckigen Sockel steht und ein abgerundetes Kapitell trägt. Zwischen den Säulen liegt am Boden eine Steinplatte, die der Rest eines Altares ist.
Der ursprüngliche Dolmen unbekannten Typs (vermutlich ein Dolmen angevin) und unbekannten Standortes wurde im Mittelalter in eine Friedhofskapelle umgewandelt (eine mittelalterliche Bestattung wurde 1878 gefunden). Der Dolmen trug die Namen Tombeau de la Dame, Pierre-Madeleine, Pierre Couvreau und Chapelle-dolmen du petit Lessac. Im 19. Jahrhundert wurde der Platz in ein Kabarett mit Holztischen und -bänken umgewandelt.
Der auf privatem Grund liegende Dolmen wurde 1900 als Monument historique unter Denkmalschutz gestellt.
Eine Legende erzählt, dass die heilige Madeleine ihren Fußabdruck auf einem Felsen in der Vienne hinterließ, als sie mit dem Deckstein auf dem Kopf und den anderen Steinen in ihrer Schürze auf die Insel sprang. Auch ihre Schafe hinterließen Abdrücke.